# Райан, Лео
Лео Джо́зеф Ра́йан-младший (англ. Leo Joseph Ryan Jr.; 5 мая 1925, Линкольн, США — 18 ноября 1978, Порт-Кайтума, Гайана) — американский политик.
Член Демократической партии США. Член Палаты представителей Конгресса США от 11 калифорнийский избирательный округ для выборов в Конгресс США с 1973 до своей гибели в 1978 году во время трагедии в Джонстауне.
После восстания в Уоттсе в 1965 году устроился на работу временным школьным учителем, чтобы исследовать и задокументировать условия в тех местах. В 1970 году он стал заниматься изучением обстановки в калифорнийских тюрьмах. В качестве председателя комитета Ассамблеи штата Калифорния, проводившего тюремную реформу, он использовал псевдоним, чтобы попасть в качестве заключённого в Тюрьме штата Калифорния в Фольмсоне. Будучи конгрессменом Райан совершил поездку на Ньюфаундленд, чтобы провести расследование относительно белькового промысла. Он также получил известность как решительный критик отсутствия контроля со стороны Конгресса США над Центральным разведывательным управлением (ЦРУ), выступив в качестве соавтора поправки Хьюза — Райана, принятой в 1974 году.
18 ноября 1978 года Райан был смертельно ранен в Гайане адептами деструктивной секты «Храм народов» Джима Джонса, устроившими стрельбу на взлетно-посадочной полосе, когда он и сопровождающие его люди пытались улететь на самолёте в США. Он стал вторым убитым действующим членом Палаты представителей после Джеймса Хиггса, застреленного в 1868 году.
В 1983 году Райан был посмертно награждён Золотой медалью Конгресса США.

## Биография
Родился 5 мая 1925 года в Линкольне, штат Небраска. В детстве семья Райана часто переезжала из штата в штат, успев пожить в Висконсине, Иллинойсе, Нью-Йорке, Массачусетсе и Флориде.
В 1943 году окончил Кампионскую иезуитскую старшую школу в Прери-дю-Шин. Пройдя офицерскую подготовку V-12 в Бэйтском колледже и в 1943—1946 годах проходил службу на подводной лодке Военно-морских сил США.
В 1949 году получил бакалавра гуманитарных наук и в 1951 году магистра естественных наук в Крейтонском университете.
В 1956—1962 годах — учитель и администратор средней школы, а также член городской совета Южного Сан-Франциско.
Преподавал английский язык в Капучинской старшей школы и в 1961 году сопровождал оркестр в Вашингтон, округ Колумбия, для участия в инаугурационном параде президента Джона Кеннеди. Райан вдохновился призывом Кеннеди во время инаугурационной речи и решил баллотироваться на более высокий пост.

### Политическая деятельность

#### Штат Калифорния
В 1962 году Райан был избран мэром Южного Сан-Франциско, на посту которого пробыл менее года, прежде чем был избран в Ассамблею штата Калифорния победив в 27 избирательном округе, где набрал 20000 голосов. В 1958 году он повторно выдвигал свою кандидатуру на выборах от 25 избирательного круга, однако проиграл республиканцу Луису Фрэнсису. В 1964 и 1968 годах был избран делегатом Национального съезда Демократической партии, а до 1972 года занимал место в Ассамблее штата Калифорния, когда был впервые избран членом Палаты представителей Конгресса США, куд трижды переизбирался.
Конгрессвумен и бывший сенатор от штата Калифорния и помощник Райана Джеки Спейер описала стиль расследования Райана как «законотворчество на опыте». После беспорядков в Уоттсе в 1965 году Райан приехал в этот район и устроился на работу в качестве временного школьного учителя, чтобы расследовать и задокументировать местную обстановку. В 1970 году, будучи председателем комитета Ассамблеи штата Калифорния, проводившим тюремную реформу, с целью лично выяснить условия содержания в тюрьмах Калифорнии Райан под вымышленным именем добился своего задержания, заключения под стражу и тому, чтобы быть подвергнутым обыску с раздеванием. Он провёл десять дней в качестве заключённого в Тюрьме штата Калифорния в Фольсоме.
Как член Ассамблеи штата Калифорнии Райан также председательствовал на слушаниях в её подкомитете и председательствовал на слушаниях с участием Тома Лантоса, его возможного преемника в Конгрессе США. Райан проводил решительную политику в области образования и был автором закон Райана, который учредил независимую регулирующую комиссию контролирующую получение аттестатов в Калифорнии.

#### Конгресс США
Являясь конгрессменом Райан совместно с Джеймсом Джеффордсом ездил в Ньюфаундленд для расследования бесчеловечных убийств тюленей и получил известность как последовательный критик ЦРУ и соавтор поправки Хьюза — Райана, которая обязывала ЦРУ ставить в известность Конгресс США касательно скрытных операций. Райан однажды сказал Дику Чейни, что разглашение государственной тайны было подходящим способом для конгрессмена заблокировать «непродуманную операцию». Он поддержал Пэтти Хёрст и вместе с сенатором Сэмюелом Хаякавой доставил прошение Хёрст о смягчении наказания президентом прокурору по помилованию.

### Храм народов
В 1978 году из анклавов в Гайане начали просачиваться сообщения о широко распространённых злоупотреблениях и нарушениях прав человека в Джонстауне в идейной общине «Храм народов», возглавляемом Джимом Джонсом. Райан являлся другом отца бывшего члена секты Боба Хьюстона, чьё изуродованное тело было обнаружено вблизи железнодорожных путей 5 октября 1976 года, спустя три дня после записанного телефонного разговора с бывшей женой Хьюстона, в котором они обсуждали его уход из «Храма народов». Интерес Райана ещё больше усилился из-за борьбы за опеку между руководителем группы «Обеспокоенные родственники» Тимоти Стоеном и Джонсом, после того как была издана белая книга Конгресса США, составленная Стоеном и содержащая подробное описание событий. Райан являлся одним из 91 конгрессменом, которые написали от имени Сирена обращение к премьер-министру Гайаны Форбсу Бёрнему.
После прочтения статьи в The San Francisco Examiner объявило своём намерении посетить Джонстаун, где Джонс проживал вместе с примерно тысячей своих последователей. На его решение повлияли, как группа «Обеспокоенные родственники», состоявшая в основном из таких же калифорнийцев, какими были члены «Храма народов», так и его личное отвращение к социальной несправедливости. По данным The San Francisco Chronicle, в то время как Райн проводил расследование, Государственный департамент США «неоднократно пресекал попытки Райана выяснить, что происходило в Джонстауне», заявляя ему, что «всё было в порядке».
Государственный департамент США определил возможные действия правительства США в Гайане против Джонстауна как вероятный «правовой спор», тем не менее Райан, по крайней мере частично, отверг эту точку зрения. В более поздней статье в The San Francisco Chronicle Райан был описан как «выступивший против местного демократического истеблишмента и Государственного департамента администрации Джимми Картера», чтобы подготовиться к своему собственному расследованию.

#### Поездка в Джонстаун
1 ноября 1978 года Райан объявил о своём намерении посетить Джонстаун. Подготовка к поездке проводилась в рамках правительственного расследования, с его разрешения и при государственном финансировании. Райан выступал в качестве председателя подкомитета Конгресса США, в ведении которого находятся граждане США, проживающие в зарубежных странах. Он попросил других членов делегации Конгресса США из области залива Сан-Франциско присоединиться к нему во время поездки в Джонстаун, но все они отказались. Кроме того, Райан навестил своего друга Дэна Куэйла, члена Палаты представителей США от штата Индиана и будущего 44-го вице-президента США, но и он не смог поехать.
Расследовательская группа первоначально должна была состоять только из журналистов и нескольких сотрудников Райана, однако как только о поездке стало известно СМИ, круг участников расширился включив, среди прочих, 17 родственников членов «Храма народов» из области залива Сан-Франциско и команду телеканала NBC. Когда юрисконсульт Джонса попытался добиться ограничительных условий на посещение Джонстауна, Райан заявил, что приедет туда в любом случае, желает того Джонс или нет. Позиция Райана заключалась в том, что «глубоко в зарослях разрешение вопроса разумнее осуществлять только на основе властных предписаний» и что жители поселения должны иметь возможность приходить и уходить, когда они захотят. Он также утверждал, что, если бы это место стало «ГУЛАГом», то он бы приложил все усилия, чтобы «освободить пленников».

#### Засада в джунглях и убийство
14 ноября, согласно докладу Комитета Сената США по международным отношениям, Райан покинул Вашингтон и приехал в Джорджтаун, столицу Гайаны расположенную в 150 милях (240 километрах) от Джонстауна, вместе со своей делегацией, состоящей из официальных лиц Конгресса США, представителей СМИ и нескольких членов «Обеспокоенных родственников».
Ту ночь делегация провела в вестибюле местной гостинице, где, несмотря на ранее подтверждённые бронирования, большинство номеров были отменены и переназначены. В течение трёх дней Райан продолжал проводить переговоры с юрисконсультом Джонса и провёл формальные встречи с сотрудниками посольства и гайанскими официальными лицами. Находясь в Джорджтауне, он посетил штаб-квартиру «Храма народов», расположенную в пригороде Ламаха-Гарденс. Он обращался с предложение устроить беседу с Джонсом в эфире радио, но Шэрон Амос, самый высокопоставленный член «Храма народов», ответил Райану, что Джонс не может, поскольку приезд конгрессмена не был заранее согласован. 17 ноября входившие в состав делегации помощница Райана Джеки Спейер (в 2008 году ставшая конгрессвумен), заместитель главы дипломатической миссии посольства США в Гайане Ричард Дуайер, сотрудник Министерства информации Гайаны, девять журналистов и четыре представителя «Обеспокоенных родственников», сели в небольшой самолёт для полёта на аэродром в Порт-Кайтума, расположенный в нескольких милях от Джорджтауна.
Первоначально было разрешено выйти из самолёта только юрисконсульту «Храма народов», но в конце концов были допущены все, включая репортёра телеканала NBC Гордона Линдси. Хотя сначала делегацию тепло приняли, но член "Храма народов "Вернон Госни вручил корреспонденту NBC Дону Харрису (приняв его за Райана) записку, в было сказано следующее: "Вернон Госни и (член «Храма народов») Моника Бэгби: «пожалуйста, помогите нам выбраться из „Джонстауна“». Джонс узнал о записке, и Госни, несмотря на попытку, не удалось убедить Райана о чрезвычайной опасности, в которой находилась его делегация.
Той ночью журналисты и делегация вернулись на аэродром для размещения после того, как Джонс не разрешил им остаться на ночь в его коммуне, в то время как остальная часть группы осталась. На следующее утро Райан, Спейер и Дуайер продолжили свои опросы и встретили женщину, которая тайком выразила своё желание покинуть Джонстаун вместе со своей семьёй и вместе с семьёй других людей. Примерно в 11:00 журналисты и члены делегации вернулись и продолжили опрашивать членов «Храма народов». Около 15:00 14 перебежчиков из «Храма народов» и Ларри Лэйтон, назвавшийся перебежчиком, сели в грузовик и приехали на взлетно-посадочную полосу, а Райан решил остаться ещё на одну ночь желая помочь уехать всем, кто захочет. Вскоре после этого окончилось неудачей нападение с ножом на Райана, когда тот решал семейный спор касательно отъезда. Несмотря на возражения Райана, Дуайер приказал Райану уйти, но пообещал вернуться позже, чтобы разрешить спор.
Вся группа покинула Джонстаун и к 16:45 прибыла на взлётно-посадочную полосу Кайтума. Их транспортные самолёты для отлёта, двухмоторные Otter и Cessna, прибыли только в 17:10. Шестиместный Cessna меньшего размера подъезжал к концу взлётно-посадочной полосы, когда один из его пассажиров, Ларри Лэйтон, открыл огонь по находившимся внутри людям, ранив нескольких них.
В это же самое время несколько других членов «Храма народов», сопровождавшие группу, принялись обстреливать транспортный самолёт, убив Райана, трёх журналистов и сбежавшего члена «Храма народов», а также ранив девять других, включая Спейер. Бандиты изрешетили тело Райана более чем 20 пулями, прежде чем выстрелить ему в лицо. Пассажиры Cessna взяли Лэйтона в плен, а выжившие на обоих самолетах бежали в близлежащие поля во время и после нападения.
В полдень того же дня, прежде чем новость получила всеобщую известность жене помощника Райана Уильяма Холсинджера трижды угрожали по телефону. Звонивший якобы сказал: «Сообщите своему мужу, что его кормушке вышибли мозги, и ему лучше поостеречься». Затем Холсинджеры сбежали на озеро Тахо, а затем в Хьюстон, и больше не вернулись в Сан-Франциско.
После взлёта Cessna передал по рации сообщение о нападении, а посол США Джон Р. Бёрк направился в резиденцию гайанского премьер-министра Бёрнхема. Лишь на следующее утро гайанская армия смогла прорваться через джунгли и достичь Джонстауна. Там они обнаружили мёртвыми 909 его обитателей, чьи смерти Палата представителей США описала, как «массовое убийство/ритуальное убийство».

#### Осуждение Ларри Лэйтона
Ларри Лэйтон, брат члена «Храма народов», и автора книги «Соблазнительный яд: история жизни и смерти выжившего из «Храма народов» в Джонстауне» Деборы Лэйтон был осужден в 1986 году за заговор с целью убийства Лео Райана. Перебежчики из «Храма народов», садившиеся в грузовик, направлявшийся в Порт Кайтума, говорили о Лэйтоне, что «он ни в коем случае не перебежчик. Он слишком близок к Джонсу». Лэйтон стал единственным бывшим членом «Храма народов», который был осуждён в США по четырём эпизодам за преступные действия, связанные с убийствами в Джонстауне.
3 марта 1987 года в отношении Лэйтона было вынесено несколько приговоров суда: пожизненное заключение за «пособничество и подстрекательство к убийству конгрессмена Лео Райана», «заговор с целью убийства лица, пользующегося международной защитой, Ричарда Дуайера, заместителя главы миссии США в Республике Гайана», а также 15 лет лишения свободы по другим связанным с этим обвинениям. Согласно решению суда он имел право на условно-досрочное освобождение через пять лет. 3 июня 1987 года Окружной суд США Северного округа Калифорнии отклонил ходатайство Лэйтона об отмене обвинительного приговора «на том основании, что ему было отказано в эффективной помощи адвоката во время второго судебного разбирательства». В апреле 2002 года, после 18 лет заключения, Лэйтон был освобождён.

### Память
- Имя Райана присвоено одному из отделений организации «Ветераны за мир[англ.]».

#### Похороны

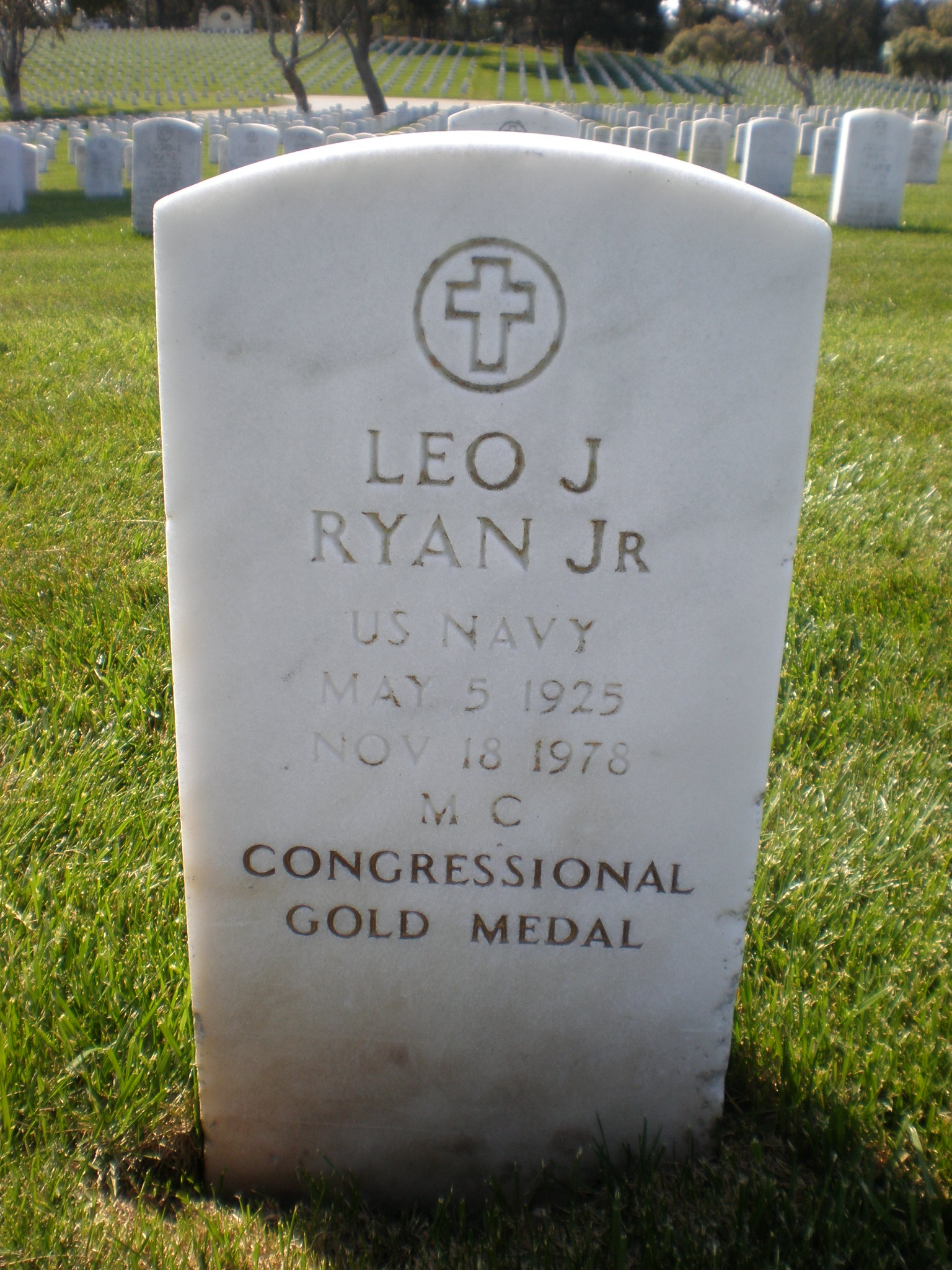
Надгробие на могиле Райана

Тело Райана было доставлено обратно в США и похоронено на Национальном кладбище «Золотые ворота» в Сан-Бруно, штат Калифорния. Официальные панегирики в Конгрессе США, посвящённые Райану, в 1979 году были изданы в виде отдельной книги. Шеннон Райан, младшая сестра конгрессмена, сказала, что была удивлена тому количеству сторонников, которые почтили память её брата своим присутствием на похоронах, как и выражением «подлинного, искреннего горя».

#### Награды и признание
- В 1983 году, в пятую годовщину трагедии в Джонстауне, дочери Райана Патрисия и Эрин смогли добиться поддержки в выдвижении своего отца на получение Золотой медалью Конгресса США[52]. И тогда же указом президента США Рональда Рейгана, Райан был посмертно награждён этой медалью, как единственный конгрессмен убитый исполняя свои служебные обязанности[51][53][54]. В своём указе Рейган отметил следующее: «Для Лео Райана было свойственно то, что он лично расследовал слухи о жестоком обращении в Джонстауне, которые, как сообщается, затронули многих жителей его района»[53].
- В 1984 году Рейган подписал принятый Конгрессом США закон о присвоении имени Райана Национальному центру архивов и документации[англ.] в Сан-Бруно, штат Калифорния[54].

### Образ в культуре
Киновоплощение Райана было исполнено, такими актёрами, как Джин Барри в фильме «Гайана: преступление века» (1979) и Недом Битти в мини-сериале «Гайанская трагедия: история Джима Джонса» (1980).
Обстоятельства гибели конгрессмена рассмотрены в документальных фильмах Jonestown: The Life and Death of Peoples Temple (2006) режиссёра Стэнли Нельсона-младшего, Cults: Dangerous Devotion (2006) и Три дня в Джонстауне на телеканале History Channel. Кроме того, к тридцатой годовщине гайанской трагедии телеканал MSNBC выпустил документальный фильм Witness to Jonestown (2008). В 2012 году в рамках документального телесериала «Секунды до катастрофы» на телеканале National Geographic в шестом сезоне была показана серия «Культовый суицид Джонстауна», где было воссоздано убийство Райана.

## Семья
- Шеннон Джо Райан (англ. Shannon Jo Ryan), старшая дочь. Присоединилась к движению[англ.] Бхагавана Раджниша Ошо, и после переезда последнего в 1981 году в Орегон и основания коммуны Раджнишпурам[англ.][28][62][63]. Взяв имя Ма Амрита Притам (англ. Ma Amrita Pritam), в декабре 1982 года она вышла замуж за другого жителя коммуны[64].
- Патрисия Райан (англ. Patricia Ryan), средняя дочь. Получила магистра в области государственного управления в Университете Джорджа Вашингтона и в 2001—2012 годах работала исполнительным директором Калифорнийской ассоциации директоров в области психического здоровья (англ. California Mental Health Directors Association; в настоящее время — Калифорнийская окружная ассоциация директоров в области психического здоровья (англ. County Behavioral Health Directors Association of California). В 1980-х годах она стала сотрудником, и, в конечном итоге, президентом управляющего совета Cult Awareness Network[65][66].
- Эрин Райан (англ. Erin Ryan), младшая дочь. Окончила Хастингский колледж права[англ.] Калифорнийского университета и до 1992 года работала аналитиком разведки в ЦРУ. Затем в течение восьми лет она проработала в Нью-Йорке кондитером. В 2000 году Эрин Райан стала помощницей Джеки Спейер[англ.], сенатора от Калифорнии Сената Конгресса США и бывшей помощницей её отца, сопровождавшей его в Джонстаун, когда тот был конгрессменом[65].

## Публикации

### Книги
- USA/From Where We Stand: Readings in Contemporary American Problems[англ.], paperback book, Fearon Publishers[англ.] (1970)
- Understanding California Government and Politics, 152 pages, Fearon Publishers[англ.] (1966)

### Доклады в Конгрессе США
- NATO, pressures from the southern tier: report of a study mission to Europe, August 5-27, 1975, pursuant to H. Res. 315, 22 pages, published by United States Government Print Office[англ.], 1975
- Vietnam and Korea: Human rights and U.S. assistance: a study mission report of the Committee on Foreign Affairs, U.S. House of Representatives, 15 pages, published by United States Government Print Office[англ.], 1975
- The United States oil shortage and the Arab-Israeli conflict: report of a study mission to the Middle East from October 22 to November 3, 1973, 76 pages, published by United States Government Print Office[англ.], 1973